# Bańka spekulacyjna w Japonii

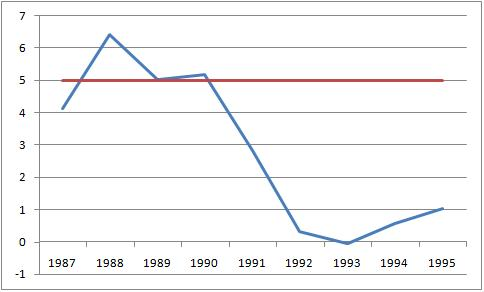
Pęknięcie bańki gospodarczej; niebieska linia pokazuje procentową zmianę PKB Japonii

Bańka spekulacyjna w Japonii (jap. バブル景気, ang. bubble economy) – odnosi się do bańki spekulacyjnej, która miała miejsce w Japonii w latach 1986–1991, kiedy to ceny nieruchomości i akcji znacznie wzrosły, po podpisaniu Porozumienia Plaza w 1985 roku jen znacznie się umocnił, a Bank Japonii utrzymał niskie stopy procentowe. Pod koniec Lat 80. niskooprocentowane pożyczki i spekulacje spowodowały wzrost cen akcji i nieruchomości, ale bańka pękła na początku lat 90., doprowadzając do poważnej recesji.
Następnie Japonia doświadczyła tak zwanej „straconej dekady”, która w rzeczywistości składała się z ponad dekady deflacji cen i znacznej stagnacji PKB, przy czym japońskie banki starały się pozbyć niespłacanych kredytów, a firmy w innych sektorach przeprowadzały restrukturyzację.
Jednakże dopiero w 2018 roku średnie krajowe ceny gruntów w Japonii zaczęły rosnąć rok do roku, wzrastając o 0,1% w porównaniu do poziomów cen z poprzedniego roku.
Ekonomista Kunio Okina wskazuje, że w okresie bańki spekulacyjnej „świadomość istnienia bańki była niewielka” i że „było to w dużej mierze spowodowane mitem gruntów”.

## Historia

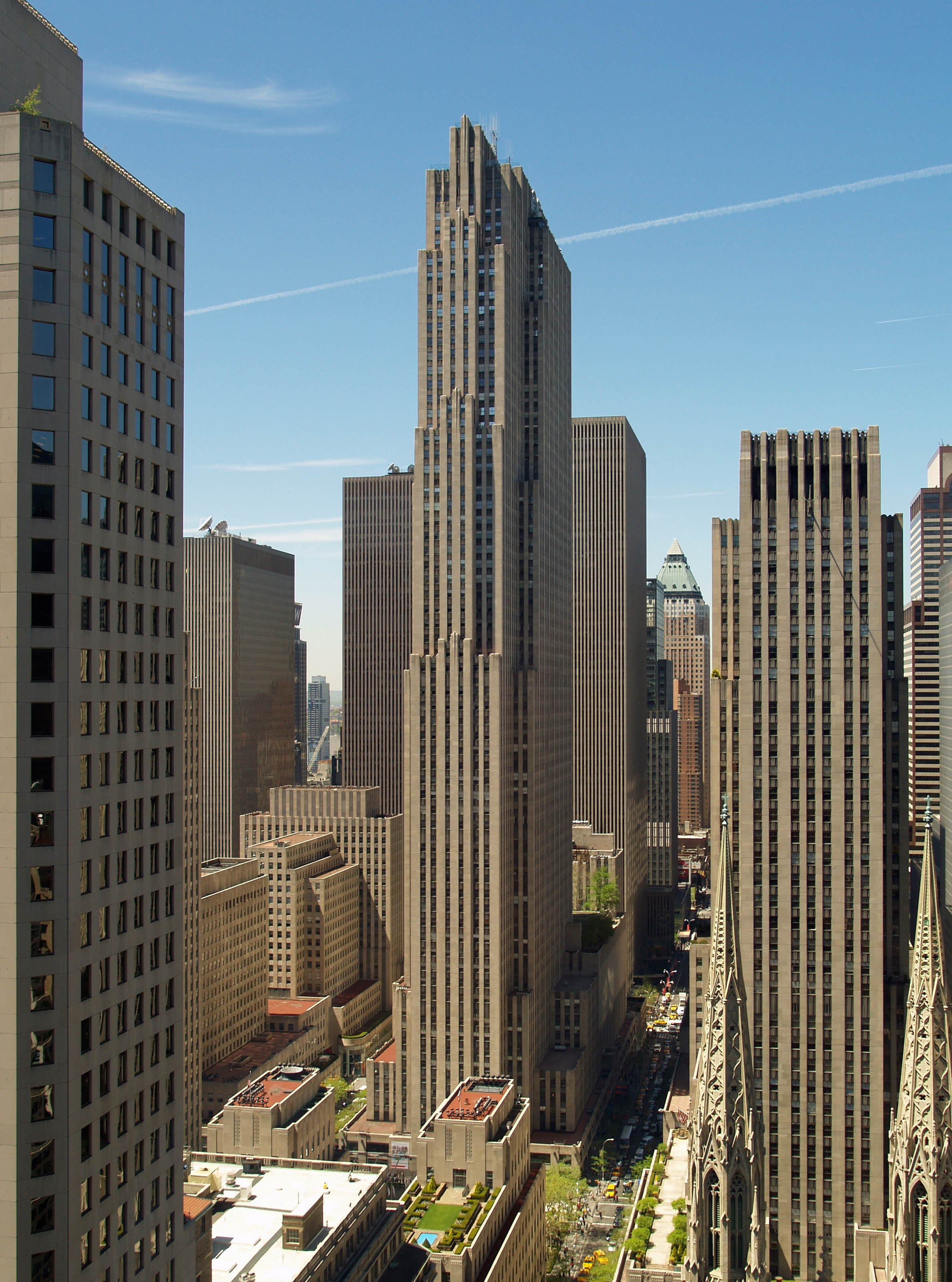
W 1989 r. Rockefeller Center w Nowym Jorku zostało nabyte przez Mitsubishi Estate za 846 mln USD, co symbolizuje boom na zakup nieruchomości za granicą przez japońskie firmy w tamtym czasie

Za początek bańki gospodarczej często uznaje się rok 1985, kiedy to Japonia i pięć innych państw podpisało 22 września w Nowym Jorku porozumienie z Plaza, które obniżyło wartość dolara w stosunku do jena. W tym samym roku Japoński Bank Rozwoju stwierdził w raporcie, że „Tokio stanie się globalnym centrum finansowym”. W ciągu pięciu lat między 1985 a 1990 rokiem wolumen funduszy japońskich instytucji finansowych wzrósł o 90%, zmuszając je do rozwoju źródeł kredytowania.
W 1986 roku ceny gruntów w centrum miasta wzrosły o 70%, co było wyjątkowym zjawiskiem w czasie, gdy ceny ziemi w całym kraju pozostawały w stagnacji. Jesienią tego samego roku Nishitoyama Tower Homes, przebudowana dzielnica mieszkaniowa w Shinjuku w Tokio, wywołała boom na zakup mieszkań.
Ceny gruntów w trzech największych obszarach metropolitalnych nadal rosły od 1986, a w 1987 roku wynosiły około 80% poziomu z poprzedniego roku w komercyjnych obszarach Tokio.
1987 roku dochód narodowy Japonii na mieszkańca po raz pierwszy przekroczył dochód USA, a dwa lata później, 29 grudnia 1989, indeks Nikkei osiągnął najwyższy w historii poziom 38 915,87 punktów, prawie trzykrotnie przekraczając poziom z 1986 roku (o około 12 000 punktów), co sugerowało, że Japonia wkrótce stanie się światowym liderem.
Jednak dopiero około 1988 roku, po Czarnym Poniedziałku z 19 października 1987, wiele osób zaczęło odczuwać atmosferę rozkwitu gospodarki, a według rządu ta atmosfera boomu trwała od 29 grudnia 1989, kiedy średnia Nikkei osiągnęła rekordowy poziom, do około lutego 1992, czyli rok po pęknięciu bańki.
Jesienią 1988 roku przewodniczący Fed Alan Greenspan odwiedził Japonię i Bank Japoński, mówiąc, że „japońskie ceny akcji mogą być zbyt wysokie”. 1 kwietnia 1989 wprowadzono 3% podatek konsumpcyjny, a ceny wzrosły.
Według rachunków narodowych Gabinetu Ministrów, japońskie aktywa gruntowe osiągnęły szczyt pod koniec 1990 roku szacowany na około 2456 bln JPY. W szczytowym momencie bańki łączna wartość gruntów w całej Japonii była czterokrotnie wyższa niż łączna wartość gruntów w całych Stanach Zjednoczonych. Po II wojnie światowej uważano, że ceny gruntów będą rosły w nieskończoność, aż do pęknięcia bańki na początku lat 90.
Lata 90. w Japonii były okresem ogólnej stagnacji społecznej wywołanej „pęknięciem bańki”. Doprowadziło to do szeregu przypadków niespłacenia pożyczek, powodując problemy wielu instytucji finansowych, a lata następujące po pęknięciu bańki spekulacyjnej były znane jako „stracona dekada”.

## Jen

Zmiany kursu wymiany jena i dolara od 1 stycznia 1985 do 1 stycznia 1988 roku (linia przerywana wskazuje datę Porozumienia Plaza (22 września 1985)). Po Porozumieniu w Plaza jen szybko zyskuje na wartości

Recesja spowodowana silnym jenem nazywanym przez Japończyków endaka była ściśle związana z Porozumieniem Plaza z września 1985 roku.
Początkowo wzrost podaży pieniądza spowolnił w 1986 roku (najniższa stopa wzrostu wyniosła 8,3% w październiku-grudniu 1986), wyznaczając koniec krótkiej „recesji endaka”. Tendencja ta został stopniowo odwrócony, a następnie przyspieszyła do ponad 10% w kwietniu-czerwcu 1987 roku.
Następnie silny jen osłabił japońską gospodarkę, która była napędzana przez eksport i inwestycje kapitałowe na eksport. W rzeczywistości agresywna polityka fiskalna głównie zwiększająca inwestycje publiczne została przyjęta w celu przezwyciężenia recesji spowodowanej silnym jenem i pobudzenia lokalnej gospodarki. Jednocześnie Bank Japonii zadeklarował, że ograniczenie silnego jena jest krajowym priorytetem. Aby zapobiec dalszej aprecjacji jena, decydenci monetarni prowadzili agresywne luzowanie polityki pieniężnej, obniżając oficjalną stopę dyskontową do zaledwie 2,5% w lutym 1987 roku.
Początkowo aprecjacja jena nie zatrzymała się, wzrastając z 200,05 jenów za dolara (pierwsze złagodzenie polityki pieniężnej) do 128,25 jenów za dolara (koniec roku 1987). Kurs wymiany odwrócił się wiosną 1988, kiedy dolar zaczął zyskiwać na wartości w stosunku do jena. Niektórzy badacze zauważyli, że „z wyjątkiem pierwszej obniżki stóp procentowych, kolejne cztery obniżki były pod silnym wpływem USA”. Druga i trzecia obniżka stóp procentowych zostały ogłoszone wspólnie, podczas gdy czwarta i piąta wynikały ze wspólnych oświadczeń USA i Japonii lub G7. Niemal wszystkie cięcia stopy dyskontowej ogłoszone przez Bank Japonii wyraźnie wyrażały potrzebę ustabilizowania kursu walutowego, a nie ustabilizowania krajowej gospodarki.
Wzrost akcji kredytowej był wyraźniejszy niż wzrost podaży pieniądza. W okresie bańki banki zwiększyły swoją działalność kredytową, a jednocześnie finansowanie z rynków kapitałowych znacznie wzrosło w związku z postępami w deregulacji finansowej i rosnącymi cenami akcji. W rezultacie finansowanie z sektora przedsiębiorstw i gospodarstw domowych gwałtownie wzrosło od około 1988 roku, a stopa wzrostu rok do roku w 1989 wyniosła prawie 14%. Nawet po zaostrzeniu polityki pieniężnej przez Bank Japonii, podaż pieniądza nadal rosła, osiągając szczyt w 1990 i odnotowując dwucyfrowy wzrost aż do czwartego kwartału. Następnie podaż pieniądza i akcja kredytowa gwałtownie spadały aż do 1991 roku, kiedy to akcja kredytowa banków zaczęła spadać ze względu na zmianę nastawienia banków do udzielania kredytów.